# Феофил (Кролик)
Феофил Кролик (ум. 1732, Москва) — архимандрит Новоспасского монастыря, проповедник, писатель, поэт, переводчик, педагог, общественный деятель, сподвижник Петра I.

## Биография
Многочисленные источники для его биографии и библиографии не указывают ни времени, ни места его рождения.
Образование: Киевская духовная академия.
В 1713 году будучи монахом и префектом московской славяно-латинской школы (потом славяно-греко-латинской академии), был вызван в Петербург и назначен проповедником.
В 1716 году, оставив должность префекта, как знающий латинский, немецкий и чешский языки, был отправлен сенатором графом И. А. Мусиным-Пушкиным в Прагу для перевода некоторых книг с чешского на русский, но Феофил нашел более удобным перевести с немецкого языка на русский исторический лексикон Буддея в 4-х томах, из которых первые два и перевел в Праге; возвратившись в 1721 году в Петербург, он перевел два последних тома; в 1722 году перевел с немецкого языка на русский проповедь Лопатинского, произнесенную последним на новый год; 14 февраля того же года был назначен асессором Святого Синода; 10 марта посвящен в иеродиакона и 11 марта — в иеромонаха.
Способствовал развитию грамотности и правильной постановки учебного дела: столичные учителя были им подчинены инспекторскому надзору и получали право заниматься с детьми только после соответствующего экзамена; способствовал изданию книг: «Псалтырь толковая», «Православное Исповедание», «Ифика», «История Иерусалима», «Историография», «Алкоран турецкий», «Рассуждение о шведской войне», «Пуффендорф», «Квинт Курций» («De rebus gestis Alexandri Magni libri»), эта книга выдержала несколько изданий, благодаря большой популярности за границей.
Узаконения и предписания правительства начала XVIII века, переписка Петра І с Курбатовым и Питиримом указывают на то, что среди образованнейших людей того времени, к числу которых принадлежал и Кролик, существовала идея о преобразовании быта духовенства; эта идея нашла себе осуществление в появившемся в 1721—1722 гг. «Духовном Регламенте», в котором Феофил принимал некоторое участие; а именно: ему отчасти принадлежит разработка дополнений к «Регламенту» относительно «правил церковного причта и монашеского чина», написанных с удивительной точностью и ясностью.
28 июня 1723 года именным указом Петра І Кролик посвящен был в архимандриты Чудова монастыря, а из асессоров 16 сентября назначен в синодальные советники; в том же году он назначен был заведующим переводного дела; к этому времени относятся его переводы на славянский язык протестантского катехизиса и служебника, с латинского языка книги «Юлия Цезаря дел описание», с немецкого языка «Georgica curiosa oder das adeliche Land- und Feld-Leben» (von Hohberg); перевод последний был окончен им в 1730 году; часть его хранилась в Синоде, другая — в библиотеке Кролика.
В 1724 году Феофил содействовал крещению татар, служивших при адмиралтействе, а как знающий немецкий язык назначаем был и к лютеранам, желавшим присоединения к православию, для обучения их истинам православной церкви. По поручению Синода он исправил французскую грамматику, переведенную с латинского Ф. Анохиным; в 1725 г. он крестил индейца Лаладжетуча.
После смерти Петра вплоть до воцарения Анны Иоанновны Кролик находился в опале; это объясняется тем антагонизмом, который тогда существовал между ним — сторонником партии Феофана Прокоповича, сочувствовавшего преобразовательным стремлениям Петра, и противниками петровских реформ во главе с Дашковым, Игнатием Смолой и Радышевским; последний получил после смерти Петра большое значение в делах, подлежавших ведению Священного Синода. Таким образом, в 1726 г., вследствие состоявшегося 15 июля постановления, по которому членами Синода могли быть только архиереи, Феофил был уволен из советников св. Синода. В течение всего 1726 г. он был при правлении московской синодальной канцелярии, но в декабре был уволен и от этой должности, оставаясь архимандритом Чудова монастыря.
В 1727 г. участвовал в сочинении «Уложения», в том же году 2 мая указом из Верховного Тайного Совета был отправлен в Австрию «состоять при вспомогательном цесарскому войску корпусе, в качестве ученой духовной персоны, ради искусных с чужестранными духовными людьми поступок». Однако поездка эта не состоялась, потому что Феофил не получил указания, «когда и каковым способом ехать туда». Место в Чудове монастыре было уже занято, и Феофил остался без места; подавал он прошение в Синод о назначении его вновь архимандритом Чудова монастыря, но просьба (по проискам Дашкова и Игнатия Смолы) оставлена была без последствий; пришлось жить в Новоспасском монастыре в качестве простого монаха.
В 1729 году написал вместе с Феофаном Прокоповичем предисловие в стихах («Синграммата») к появившейся первой сатире князя А. Кантемира «На хулящих учение».
17 сентября 1730 году был назначен архимандритом Новоспасского монастыря. 9 октября был назначен к участию в сочинении Уложения; тогда же в Синоде возник вопрос об исправлении правил воинского устава. «Понеже, — писала в Синод Военная коллегия, — при войске такие притчины приключитца могут, которые и до духовного суда касаются, яко, например, о богохульниках, о учинении обязательства с диаволом, о чародействе и о поступке каждого офицера и солдата против священника и своего духовника и протчая. Того ради Военная коллегия св. Синоду приложенные воинские артикулы, к зрелому и мудрому рассуждению, предлагает и о мнении св. Синода по тем артикулам просит, какие за те преступления штрафы положены быть могут, дабы оные артикулы с духовными правилами согласны и сходны были». Синод нашел многие из « артикулов» неудовлетворительными и поручил Феофилу исправить их по своему усмотрению и представить в Синод, что им и было исполнено. В конце жизни Кролик перевел книги: 1) «Катехизис Кирилла Иерусалимского», 2) «Георгина Любопытная», 3) «Универсальный исторический Лексикон», 4) «Шляхетского земного и полевого жития» (?) и 5) «Модели, или образа церкви Соломоновой» (из них 2, 3, 4, хранятся в архиве св. Синода). В 1731 г. Феофил был представлен кандидатом на должность епископа.
Умер 12 августа 1732 года.
После его смерти осталось много принадлежавших ему книг на латинском, французском, немецком, польском и славянском языках (всего вместе с рукописями и тетрадками около 470 названий; каталог книг в архиве св. Синода под № 617). По Высочайшему повелению латинские книги были отданы в 1734 г. епископу иркутскому и нерчинскому Иннокентию, по его личной просьбе, а остальные книги переданы в Новоспасский монастырь «с надлежащей записью в монастырские книги и под присмотр и охрану казначея и ризничего».